# 19719 Glasser
19719 Glasser este un asteroid din centura principală de asteroizi.

## Descriere
19719 Glasser este un asteroid din centura principală de asteroizi. A fost descoperit pe 9 noiembrie 1999 la Fountain Hills (Arizona) de Charles W. Juels. Asteroidul prezintă o orbită caracterizată de o semiaxă mare de 2,93 ua, o excentricitate de 0,32 și o înclinație de 13,3° în raport cu ecliptica.